# Beda Ostaszewski

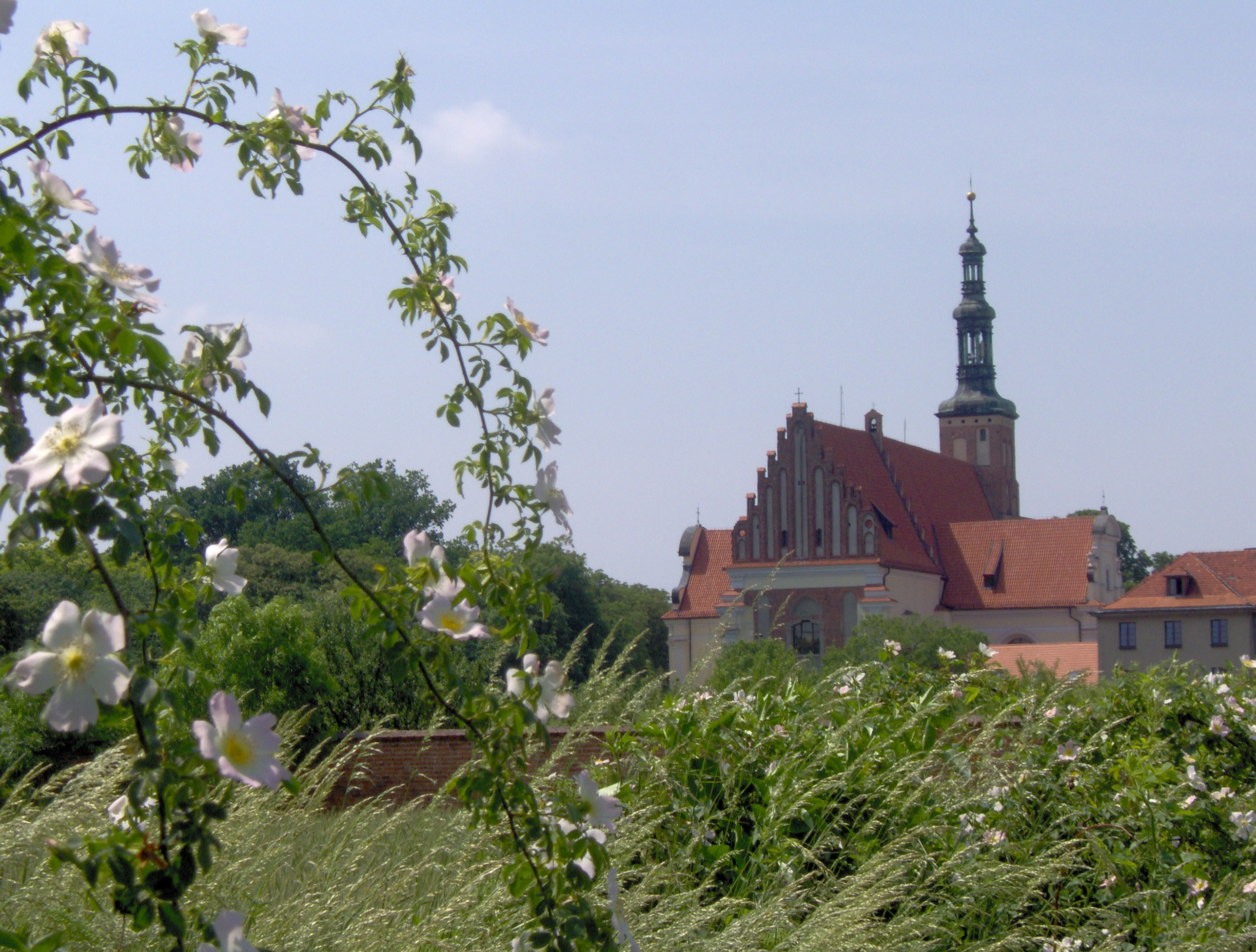
Opactwo benedyktyńskie w Lubiniu

Beda Ostaszewski (ur. 13 grudnia 1764, Żebry-Wiatraki, zm. 6 lipca 1834, Lubiń) – przeor klasztoru benedyktynów w Pułtusku 1802-1815, doktor teologii, ostatni opat klasztoru w Lubiniu 1815-1834 przed likwidacją opactwa lubińskiego przez władze pruskie.

## Życiorys
Jan od Krzyża Beda Ostaszewski urodził się 13 grudnia 1764 w miejscowości Żebry-Wiatraki w szlacheckiej rodzinie Ostaszewskich herbu Ostoja. Po ukończeniu szkoły publicznej nadzorowanej przez Komisję Edukacji Narodowej wstąpił do klasztoru benedyktynów w Pułtusku (dokąd zakon benedyktynów przeniósł się w 1781 z Płocka). W 1783 przyjął w Pułtusku profesję zakonną. Kolejne trzy lata spędził w klasztorze horodyskim benedyktynów (Horodyszcze niedaleko Pińska), gdzie pobierał nauki teologiczne. W latach 1786–1792 przebywał ponownie w Pułtusku, skierowany przez władze zakonne do pracy w szkole publicznej, której prowadzenie zostało powierzone benedyktynom. W latach 1792–1795 przebywał w Lubiniu, gdzie sprawował funkcję profesora teologii przy studium generalnym. Po powrocie do Pułtuska został wybrany w 1799 przez kapitułę elekcyjną pułtuskich benedyktynów sekretarzem konwentu i kustoszem kościoła w Pułtusku.  W 1802 benedyktyni pułtuscy wybrali go swoim przeorem. W późniejszych latach był ponownie wybierany przez nich na tę funkcję jeszcze czterokrotnie, sprawując przeorat przez dwanaście lat, do roku 1815. Był przeorem i administratorem opactwa klaustralnego płockiego w latach 1807-1817
Przykładał dużą wagę do działalności edukacyjnej, dążąc do tego, by prowadzona przez benedyktynów szkoła w Pułtusku stała na najwyższym poziomie. Była ona największą pod względem liczby uczniów szkołą na Mazowszu. Pruski wizytator tej zakonnej placówki edukacyjnej donosił władzom w swoim raporcie, że Beda Ostaszewski to człowiek “bardzo wykształcony, skromny, w kilku gałęziach nauki doskonale obeznany.”
W 1810 zwrócił się do konwentów benedyktyńskich Sieciechowa, Św. Krzyża i Tyńca z propozycją utworzenia wspólnego związku wszystkich sześciu opactw benedyktyńskich na ziemiach polskich, jako kontynuacji kongregacji sprzed zaborów. Myśl tę przedstawił także opatowi w Lubiniu, Stanisławowi Kieszkowskiemu. Do realizacji tego pomysłu nie doszło jednak, m.in. z powodu polityki zaborców zmierzającej do kasacji zakonów w Polsce.
W uznaniu jego dokonań benedyktyni lubińscy wybrali go 17 kwietnia 1815, po śmierci Stanisława Kieszkowskiego, na swego opata (jak się okazało - już ostatniego) i proboszcza. Dopiero jednak w 1818 został na  tych funkcjach oficjalnie zatwierdzony przez niechętny benedyktynom rząd pruski. W międzyczasie, w 1816 r., rząd pruski zabronił składać śluby w klasztorze i przyjmować nowicjuszów. Decyzja władz pruskich skazywała tym samym wspólnotę zakonną w Lubiniu na powolne wymarcie.
Umarł w klasztorze w Lubiniu dnia 6 lipca 1834, w siedemdziesiątym roku życia, “z sercem skrwawionym na widok opustoszenia miejsca świętego”, skazanego przez zaborcę na wymarcie. Zostawił po sobie opinię człowieka, który był “zawsze szczery w przyjacielskiem oświadczeniu, przykładny w obyczajnej ludzkości, wierny i pilny w swych obowiązkach [i] udzielał się ubóstwu”. Został pochowany w Lubiniu w grobie zakonnym. Był ostatnim opatem lubińskim.
W 1835 zabrał rząd pruski archiwum i bibliotekę klasztorną, a następnego roku dobra klasztorne; skonfiskowany majątek w wysokoci 39 221 talarów przekazano na potrzeby państwa pruskiego. Fundusz sekularyzacyjny, który powstał w wyniku kasaty wielkopolskich klasztorów, władze pruskie przeznaczyły na wsparcie budowy i utrzymania gimnazjum ewangelickiego w Poznaniu, ponadto z pieniędzy wypłacano stypendia dla młodzieży niemieckiej z Wielkiego Księstwa Poznańskiego studiującej w gimnazjach i wszechnicach, których ukończenie otwierało możliwość pracy w administracji rządowej lub szkolnictwie. W 1838 roku 5525 najcenniejszych woluminów podzielono między Bibliotekę Królewską w Berlinie i Bibliotekę Uniwersytetu Berlińskiego. Benedyktyni powrócili do Lubinia dopiero w 1924 r.